# 有田教授と憂鬱な民
『有田教授と憂鬱な民』（ありたきょうじゅとゆううつなたみ）は、日本テレビで年末に放送されているバラエティ番組。有田哲平の冠番組。

## 出演者
- 有田哲平（くりぃむしちゅー）
- 岩本乃蒼（日本テレビアナウンサー）

## 放送リスト
| 放送回数 | タイトル                     | 放送日                   | 時間           | ゲスト                                                                                                  | 備考 |
| -------- | ---------------------------- | ------------------------ | -------------- | --- | ---- |
| 1        | 有田教授と憂鬱な民           | 2018年12月30日（日曜日） | 23:00 - 翌0:00 | 池田美優、いとうあさこ、髙橋ひかる、小倉優子、佐藤仁美、菜乃花                                          |      |
| 2        | 有田教授と令和時代の憂鬱な民 | 2019年12月30日（月曜日） | 23:00 - 翌0:29 | 磯山さやか、いとうあさこ、岡田サリオ、河北麻友子、佐藤仁美、関水渚、馬場ももこ、よしこ（ガンバレルーヤ) |      |
| 3        | 有田教授とコロナ禍の憂鬱な民 | 2020年12月20日（日曜日） | 22:30 - 23:25  | 朝日奈央、飯豊まりえ、いとうあさこ、3時のヒロイン、本並健治、丸山桂里奈                                 |      |

- 2021年は放送なし。

## スタッフ
- 企画：那須太輔（第2回-、第1回は演出兼務）
- 演出：渡辺学（第2回-、第1回はディレクター）
- ナレーター：櫻庭有紗
- 構成：桜井慎一 / 橋本俊哉、一場麻美（一場→第2回-）
- TM：小椋敏宏
- SW：渡辺滋雄
- CAM：西阪康史（第3回）
- MIX：寺田恭子（第3回）
- VE：向山江梨佳（第3回）
- 照明：井口弘一郎（第3回）
- 編集：宮島洋介
- MA：末長美有（第3回）
- 音効：高取謙（第3回）
- 美術プロデューサー：滋田由布子（第2回-）
- 美術デザイン：北原龍一
- タイトルデザイン：平池優太
- 大道具：日野信之
- 小道具：佐々木洋平（第2回-）
- 電飾：鈴木雄蒔（第3回）
- メイク：小島梨香（第3回）
- 技術協力：NiTRO、ヌーベルバーグ、ヌーベルアージュ、ジャパンテレビ（ジャパン→第3回）
- 美術協力：日テレアート
- 監修協力（第3回）：KARADA内科クリニック五反田院長 佐藤昭裕（第3回）
- TK：田中彩（第2回-）
- デスク：岩渕里菜
- リサーチ：中原祐
- AD：成田駿、志村慧里子、戸澤悠一、山根寛和（志村・戸澤・山根→第3回）
- AP：吉川美由紀、廣瀬詩歩（廣瀬→第3回）
- ディレクター：廣瀬隆太郎、川俣和也、遠山広、雨宮佑介（廣瀬・雨宮→第3回）
- プロデューサー：笹部智大 / 道下綾子、入江若菜（入江→第3回、第1回はAP）
- チーフプロデューサー：秋山健一郎（第3回）
- 制作協力：てっぱん
- 製作著作：日本テレビ

### 過去のスタッフ
- 演出：渡辺邦宏（第2回）
- ナレーター：田村聖子（第1回）
- CAM：榎本丈之（第1,2回）
- MIX：大島康彦（第1,2回）
- VE：佐久間治雄（第1回）、天内理絵（第2回）
- 照明：池長正宏（第1回）、加藤恵介（第2回）
- MA：直江泰輔（第1回）、姥谷充浩（第2回）
- 音効：吉田比呂樹（第1,2回）
- 美術プロデューサー：牧野沙和、栗原和也（共に第1回）
- 電飾：岩尾沙耶（第1回）、佐久間康仁（第2回）
- メイク：星野沙紀（第1回）、畠山紗矢香（第2回）
- TK：石島加奈子（第1回）
- AD：久留米沙恵（第1,2回）、西巻史奈（第1回）、佐々木麻理菜（第2回）
- AP：張瑋容（第2回）
- ディレクター：伊澤洋介（第1回）、大塚太智（第2回）
- プロデューサー：岡本計（第1回）、昆祐子、熊木祐一（昆・熊木→第2回）
- チーフプロデューサー：横田崇（第1,2回）